# Don't Come Easy
«Don't Come Easy» —[dəʊnt kʌm ˈiːzi]; en español: «No viene fácil»— es una canción compuesta por Anthony Egizii, David Musumeci y Michael Angelo e interpretada en inglés por Isaiah Firebrace. Se lanzó el 8 de marzo de 2017 mediante Sony Music Australia. Fue elegida para representar a Australia en el Festival de la Canción de Eurovisión de 2017 mediante la elección interna de la emisora australiana Special Broadcasting Service (SBS).

## Festival de Eurovisión

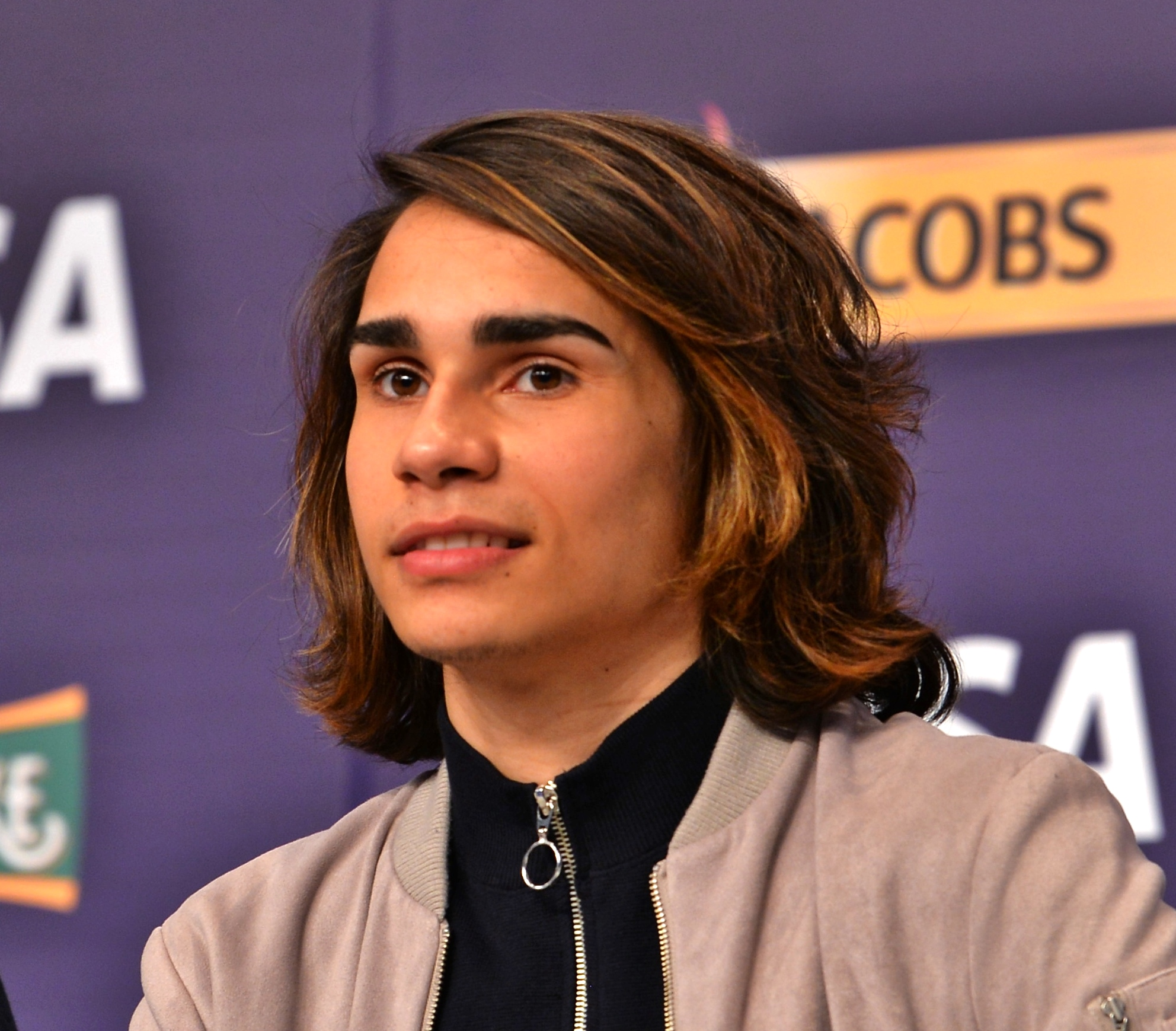
Isaiah Firebrace en Kiev (2017)

### Festival de la Canción de Eurovisión 2017
Esta fue la representación australiana en el Festival de Eurovisión 2017, interpretada por Isaiah Firebrace.
El 31 de enero de 2017 se organizó un sorteo de asignación en el que se colocaba a cada país en una de las dos semifinales, además de decidir en qué mitad del certamen actuarían. Como resultado, la canción fue interpretada en tercer lugar durante la primera semifinal, celebrada el 9 de mayo de 2017. Fue precedida por Georgia con Tamara Gachechiladze interpretando «Keep the Faith» y seguida por Albania con Lindita interpretando «World». La canción fue anunciada entre los diez temas elegidos para pasar a la final, y por lo tanto se clasificó para competir en esta. Más tarde se reveló que el país había quedado en sexto puesto con 160 puntos.
El tema fue interpretado más tarde durante la final el 13 de mayo, precedido por Croacia con Jacques Houdek interpretando «My Friend» y seguido por Australia con Isaiah Firebrace interpretando «Don't Come Easy». Al final de las votaciones, la canción había recibido 173 puntos (171 del jurado y 2 del televoto), y quedó en noveno lugar de 26.

## Formatos
| Descarga digital |                   |          |  |
| N.º              | Título            | Duración |  |
| 1.               | «Don't Come Easy» | 3:07     |  |

## Charts
| Chart (2017)                                | Posición peak |
| ------------------------------------------- | ------------- |
| Australia (ARIA)                            | 69            |
| Bélgica (Flandes) (Ultratip Bubbling Under) | 47            |
| Suecia (Sverigetopplistan)                  | 50            |

## Historial de lanzamiento
| Región  | Fecha              | Formato          | Discográfica         | Ref.  |
| ------- | ------------------ | ---------------- | -------------------- | ----- |
| Mundial | 8 de marzo de 2017 | Descarga digital | Sony Music Australia | [ 1 ] |